# 小行星5510
小行星5510是一颗围绕太阳公转的小行星。1988年9月2日，亨利·德波鸿诺在拉西拉天文台发现了此天体。
这颗小行星的绝对星等为234.392411514792等。